# Чёрная пантера: Ваканда навеки
«Чёрная панте́ра: Вака́нда навеки» (англ. Black Panther: Wakanda Forever) — американский супергеройский фильм, основанный на персонаже издательства Marvel Comics Чёрной пантере. Спродюсированная Marvel Studios и распространяемая Walt Disney Studios Motion Pictures, лента является продолжением фильма «Чёрная пантера» (2018) и тридцатой по счёту кинокартиной в медиафраншизе «Кинематографическая вселенная Marvel» (КВМ). Режиссёром картины является Райан Куглер, также написавший сценарий совместно с Джо Робертом Коулом; главные роли исполнили Летиша Райт, Лупита Нионго, Данай Гурира, Уинстон Дьюк, Доминик Торн, Флоренс Касумба, Микейла Коул, Теноч Уэрта, Мартин Фримен, Джулия Луи-Дрейфус и Анджела Бассетт. По сюжету жители Ваканды защищают страну от нападений извне после смерти короля Т’Чаллы.
Идея снять продолжение фильма «Чёрная пантера» возникла после его выхода в прокат в феврале 2018 года. В октябре Райан Куглер подтвердил своё возвращение в качестве режиссёра и сценариста. Планы на фильм поменялись в августе 2020 года, когда исполнитель заглавной роли Чедвик Боузман умер от рака толстой кишки, и решено было не искать ему замены. В ноябре было подтверждено, что остальные члены актёрского состава вернутся к своим ролям, а в мае 2021 года было объявлено название фильма. Производство проходило с конца июня по начало ноября 2021 года в Атланте и Брансуике, а также в Вустере (штат Массачусетс). В августе Райт получила на съёмках травму, из-за которой производство возобновилось лишь в середине января 2022 года и завершилось в конце марта в Пуэрто-Рико.
Премьера фильма состоялась 26 октября 2022 года в Голливуде, в прокат США картина вышла 11 ноября. Это последний фильм Четвёртой фазы киновселенной. Лента получила в основном положительные отзывы от критиков за режиссуру Куглера, боевые сцены, работу художника-постановщика и костюмера, игру актёров (в частности Райт, Гуриры, Уэрты и Бассетт), эмоциональный вес, музыку и дань уважения Боузману, однако хронометраж и сюжет подверглись критике.
Фильм собрал в мировом прокате более $859 млн, став 6-м самым кассовым фильмом 2022 года.

## Сюжет
Т’Чалла, король Ваканды, умирает от болезни, которую, по мнению его сестры Шури, можно было вылечить с помощью «сердцевидной травы». Шури пыталась синтетически воссоздать цветы после того, как они были уничтожены Киллмонгером, но безуспешно.
Год спустя на Ваканду оказывают давление другие страны, чтобы они поделились своим вибраниумом, а некоторые стороны пытаются украсть его силой. Рамонда умоляет Шури продолжить исследования сердцевидной травы, надеясь создать новую Чёрную пантеру, которая будет защищать Ваканду, но она отказывается, так как считает, что Чёрная пантера — фигура прошлого. Погоня за вибраниумом побудила ЦРУ использовать новую машину для обнаружения вибраниума, чтобы найти то, что они считают подводным месторождением вибраниума. Вся поисковая группа подвергается нападению и погибает от рук Нэмора и его синекожих людей, дышащих под водой. ЦРУ считает, что ответственность за это лежит на Ваканде. Нэмор отправляется к Рамонде и Шури, легко обходя усиленную систему безопасности Ваканды. Он обвиняет Ваканду в начале вибраниумной лихорадки и говорит им найти и передать ему учёного, ответственного за машину для обнаружения вибраниума, иначе он нападёт на Ваканду.
Шури и Окойе с помощью своего друга Эверетта К. Росса отправляются в Бостон, чтобы встретиться с учёным, ответственным за изобретение — студенткой Массачусетского технологического института по имени Рири Уильямс. Группу преследует сначала ФБР, а затем воины Нэмора, которые побеждают Окойе и забирают Шури и Рири под воду, чтобы встретиться с Нэмором. Рамонда лишает Окойе её обязанностей Доры Миладже и находит Накию, которая живёт на Гаити после Скачка, за помощью в поисках Шури и Рири. Шури встречает Нэмора, который показывает ей своё подводное царство Талокан, богатое вибраниумом и охраняемое им веками. Обозлённый на поверхностный мир, который когда-то отверг его, Нэмор предпочёл бы союз с Вакандой против остального мира, но обещает сначала уничтожить Ваканду, если они откажутся от военного союза. Накия помогает Шури и Рири сбежать, попутно смертельно ранив одну из жительниц Талокана, на это Нэмор отвечает нападением на столицу Ваканды, во время которого Рамонда погибает, спасая Рири. Нэмор даёт им неделю на прощание с погибшими и обещает вернуться с армией.
Шури, используя остатки травы, которая дала людям Нэмора их подводные способности, реконструировала сердцевидную траву. Шури употребляет траву, чтобы стать новой Чёрной пантерой, и переносится в План Предков, где она надеется встретиться с матерью. Но вместо неё она видит своего кузена Киллмонгера, который отмечает их сходство и желание отомстить. Шури приходит в себя, обретя силу Чёрной пантеры и прибывает на совет старейшин в новом костюме. Несмотря на совет М’Баку о мире, Шури полна решимости отомстить и приказывает немедленно контратаковать Нэмора. Жители Ваканды используют морское судно «Морской леопард», чтобы устроить ловушку для Нэмора, заманив его и его воинов на поверхность, после чего начинается битва. Шури отделяет Нэмора от остальных его людей, намереваясь измотать и ослабить его в сражении. Они падают на пустынный пляж, где происходит битва, в которой Шури оказывается сильно ранена. Но она активирует двигатель разбившегося истребителя Royal Talon Fighter, Нэмор получает ожоги спины и падает обессиленный. Шури одерживает верх, но, вспомнив доброту, проявленную её братом Т’Чаллой, решает пощадить Нэмора и предлагает ему мирный союз, чтобы спасти свой народ. Нэмор соглашается, понимая, что их желание мести не должно затрагивать их народы, и битва заканчивается. Двоюродная сестра Нэмора, Нэмо́ра, расстроена тем, что Нэмор уступил Шури, но он убеждает сестру, что сочувствие Шури полезно их народу, и что они нужны Ваканде, потому что у неё нет других союзников в мире. Оказавшись в безопасности, Рири возвращается в Америку, но ей приходится оставить свой новый костюм, чтобы не ухудшать отношения между США и Вакандой.
В финале на Гаити к Накии приезжает Шури, чтобы сжечь свою похоронную церемониальную одежду, как того хотела её мать, и позволяет себе горевать. Затем она узнаёт, что у Накии и Т’Чаллы есть сын по имени Туссен, которого Накия тайно воспитывает вдали от «дворцовой суеты», и мальчик раскрывает своё вакандское имя — Т’Чалла.

## Актёрский состав
- Летиша Райт — Шури / Чёрная пантера:
Принцесса Ваканды, изобретающая для страны новые технологии[5]. Из-за смерти исполнителя роли Т’Чаллы / Чёрной пантеры Чедвика Боузмана роль Шури увеличена по сравнению с предыдущим фильмом[6]. Райт сказала, что в качестве дани уважения Т’Чалле Шури обратится к своим технологиям[7].
- Лупита Нионго — Накия:
Воинственная собака, вакандская шпионка из речного племени[6]. По словам Нионго, Накия «возмужала» после Скачка и смерти Т’Чаллы, и объяснила, что её «приоритеты сдвинулись и обострились», добавив, что Накия — всё ещё «та, кого стоит позвать, если ты в беде»[8].
- Данай Гурира — Окойе:
Лидер Дора Миладже — отряд вакандских женщин-воинов, телохранительниц короля. Позднее она была изгнана из отряда и, как Анека, принимает мантию Полночного ангела. После событий первого фильма муж Окойе, В’Каби, был приговорён к тюремному заключению[9]. По словам Гуриры, фильм раскрывает «больше сторон» человечности Окойе[10].
- Уинстон Дьюк — М’Баку:
Могучий воин, лидер вакандского горного племени Джабари[6]. Дьюк отметил, что после участия Джабари в событиях фильмов «Мстители: Война бесконечности» (2018) и «Мстители: Финал» (2019) племя более не изолировано от остальной части Ваканды. Он также считал, что М’Баку пытался «[понять], как жить дальше» в новом для Ваканды мире, аналогично тому, как в реальной жизни люди адаптировались к пандемии COVID-19[11].
- Флоренс Касумба[англ.] — Айо: Член Дора Миладже и заместитель генерала, которая занимает главную должность после отстранения Окойе от обязанностей. Состоит в романтических отношениях с Анекой[12].
- Доминик Торн — Рири Уильямс:
Студентка МТИ и изобретательница, создавшая железную броню, подобную броне Тони Старка / Железного человека[7][13]. Режиссёр Райан Куглер отметил, что Уильямс — персонаж для контраста с Шури, добавив, что у них «много схожих черт», но при этом они «очень, очень разные»[14], а отношения между Уильямс и Шури показывают то же «многообразие чернокожих», что и взаимоотношения Т’Чаллы и Киллмонгера в фильме «Чёрная пантера» (2018)[7].
- Микейла Коул — Анека:
Вакандская воительница и член Дора Миладже[7]. Коул привлекло то, что как и в комиксах, персонаж является квир-персоной, а Куглер описал Анеку как «своего рода мятежницу»[15].
- Теноч Уэрта Мехия — Нэмор:
Правитель Талокана, древней цивилизации подводных обитателей[14][16], относящихся к нему как к пернатому змееподобному богу Кукулькану[17]. По словам Уэрты, Нэмор решает вмешаться в жизнь наземных цивилизаций после раскрытия Т’Чаллой правды о Ваканде в конце первого фильма, после которого люди Талокана оказались «в опасности», вследствие чего Нэмор и его народ «предпринимают меры предосторожности и защищаются». Уэрта также подтвердил, что как и в комиксах, персонаж является мутантом[18]. Уэрта назвал Нэмора антигероем[19] и объяснил это тем, что они с Куглером хотели очеловечить персонажа, сделав его мотивы понятными, несмотря на то, что в фильме персонаж является антагонистом[20]. Куглер был восторжен возможностью перенести на экран «уникальные черты» персонажа из комиксов, такие как крылья на лодыжках и заострённые уши[14]. Он также описал персонажа как «немного гада, немного романтика и просто невероятно могущественного человека»[7]. Для роли Уэрта учил майянские языки[21], а также занимался плаванием[22].
- Мартин Фримен — Эверетт К. Росс: Агент ЦРУ, ранее работавший с Вакандой[23].
- Джулия Луи-Дрейфус — Валентина Аллегра де Фонтейн: Новый директор ЦРУ и бывшая жена Росса[24].
- Анджела Бассетт — Рамонда:
Королева-мать Ваканды, тяжело переживающая смерть сына Т’Чаллы[6]. Бассетт рассказала, что Рамонда пытается найти баланс между управлением народом, соблюдением материнских обязанностей по отношению к Шури и попытками держать угрозы для Ваканды «на расстоянии», в то же время скорбя из-за смерти Т’Чаллы, что для неё является «сильной проблемой»[7].

Кроме того, Майкл Б. Джордан вернулся к роли Н’Джадаки / Эрика «Киллмонгера» Стивенса из первого фильма, Исаак де Банколе, Дороти Стил и Дэнни Сапани повторяют свои роли лидеров вакандских речного племени, племени торговцев и пограничного племени соответственно. Конни Чиуме повторяет роль Зававари, бывшего лидера племени рудокопов, а ныне старшего советника Ваканды вместо Зури. Мабель Кадена исполняет роль двоюродной сестры Нэмора Нэморы, Алекс Ливиналли — талоканского воина Аттумы, а Мария Мерседес Корой — матери Нэмора. Ричард Шифф сыграл государственного секретаря США, Лейк Белл и Роберт Джон Берк получили роли доктора Грехэм и Смитти, сотрудников ЦРУ, отвечающих за добычу вибраниума. Камару Усман исполнил эпизодическую роль морского офицера. В фильме присутствуют архивные кадры с Чедвиком Боузманом в роли Т’Чаллы.

## Производство

### Разработка

#### Первоначальные планы на фильм
После выхода фильма «Чёрная пантера» в 2018 году продюсер Кевин Файги сказал, что «есть много, много историй, которые можно рассказать» о Чёрной пантере, и что он хочет возвращения Райана Куглера в качестве режиссёра и сценариста будущего сиквела. Marvel Studios хотели сохранить творческую команду первого фильма «как можно более нетронутой». Креативный директор Walt Disney Studios Алан Ф. Хорн, несмотря на то, что считал, что говорить о сиквеле слишком рано, тоже был не против возвращения Куглера на пост режиссёра. Куглер сказал, что хочет видеть, как Чедвик Боузман в роли Т’Чаллы / Чёрной пантеры станет королём в будущих фильмах, так как его правление в кинематографической вселенной Marvel началось недавно, в отличие от комиксов, в которых он был королём с детства. В марте 2018 года Файги сказал, что о сиквеле «особо нечего раскрывать», но «абсолютно» были «идеи и довольно твёрдое направление, которого мы хотим придерживаться». Агент Боузмана Майкл Грин вёл переговоры о том, чтобы Боузман вернулся в роли Т’Чаллы в двух запланированных продолжениях «Чёрной пантеры» с заявленными гонорарами в размере 10 и 20 миллионов долларов, соответственно. К октябрю Куглер заключил сделку о написании сценария и режиссуре сиквела. Несмотря на то, что и Marvel, и Куглер намеревались снова работать вместе после успешного выпуска первого фильма, Куглер не торопился. Переговоры с Куглером завершились «незаметно» через несколько месяцев после выхода первого фильма. Ожидалось, что он приступит к написанию сценария в 2019 году, перед запланированным началом съёмок в конце 2019 или начале 2020 года.
В ноябре 2018 года было подтверждено, что Летиша Райт повторит в сиквеле роль Шури, сестры Т’Чаллы. Когда Анджелу Бассет, сыгравшую королеву Рамонду, спросили, вернётся ли основной актёрский состав фильма к работе над продолжением, то её муж Кортни Б. Вэнс ответил, что Майкл Б. Джордан вернётся в роли Киллмонгера, убитого в первом фильме, и Бассетт согласилась. Файги опроверг заявление Вэнса в июне 2019 года, заявив, что никаких планов на фильм не было, поскольку Куглер только начал их обрисовывать и ещё не поделился своими планами с Файги или сопродюсером Нейтом Муром. В следующем месяце Джон Кани выразил заинтересованность в возвращении к роли короля Т’Чаки, отца Т’Чаллы, а Данай Гурира заявила, что Куглер подтвердил, что она повторит в сиквеле роль Окойе. В 2019 году на Comic-Con в Сан-Диего Файги подтвердил разработку сиквела, а Мартин Фримен в августе подтвердил, что он повторит роль Эверетта К. Росса. На D23 в августе 2019 года было объявлено рабочее название фильма — «Чёрная пантера II», а также планируемая дата релиза — 6 мая 2022 года. Файги сказал, что Куглер закончил работу над сценарием, который включал злодея и новое название. В конце 2019 года Рут Э. Картер, художница по костюмам первого фильма, подтвердила, что вернётся к работе в сиквеле. Файги, Боузман и Куглер обсуждали адаптацию элементов выступления Боузмана в роли Т’Чаллы в стиле «гун хо» во втором эпизоде «Что, если…?» для фильма.

#### Смерть Чедвика Боузмана
28 августа 2020 года Боузман умер от рака толстой кишки. Куглер заявил, что он не знал о его болезни и «потратил последний год на подготовку, придумывание и написание слов для него, чтобы сказать в фильме, что нам не суждено было увидеть». Файги и другие руководители Marvel Studios также не знали о болезни Боузмана. Сам Боузман, похудевший из-за болезни, за несколько недель до смерти был готов в сентябре 2020 года начать набирать вес перед началом съёмок в марте 2021 года. По данным «The Hollywood Reporter» многие «обозреватели» посчитали, что Disney может заменить исполнителя роли, хотя это «может вызвать возмущение фанатов и неизбежные сравнения между актёрами». Ещё одним предложением стала замена персонажа на Шури, которая в комиксах носила мантию Чёрной пантеры. К моменту смерти Боузмана Куглер был в середине написания сценария и уже сдал первый вариант сценария. В середине ноября исполнительный продюсер Виктория Алонсо заявила, что для фильма не будет создаваться цифровой двойник Боузмана, и добавила, что Marvel не торопятся решить вопросы «Что и как мы будем делать дальше?». Позже в том же месяце было подтверждено, что Лупита Нионго, Уинстон Дьюк и Бассетт повторят роли Накии, М’Баку и Рамонды, соответственно, в то время как Теноч Уэрта вёл переговоры о роли антагониста. Съёмки должны были начаться в июне или июле 2021 года в Атланте, Джорджия.
В декабре 2020 года Файги подтвердил, что роль Т’Чаллы не будет отдана другому актёру, но как способ «отдать дань уважения наследию, которое Боузман помог нам создать», он надеется, что сиквел сможет продолжить изучение мира и разнообразных персонажей, представленных в первом фильме. Дата выхода фильма была перенесена на 8 июля 2022 года. Позднее он подтвердил, что образ Боузмана не будет создаваться для фильма с помощью компьютерной графики, а также сказал, что «по-моему, слишком рано думать о рекасте», отмечая то, что мир за пределами КВМ и внутри неё всё ещё пытается пройти через смерть Боузмана. В конце декабря 2020 года визажист Боузмана Сиан Ричардс объявила, что вернётся для работы над сиквелом, а его личный костюмер Крейг Энтони отказался от участия. Парикмахер-стилист Дейдра Диксон не была уверена в своём возвращении. В январе 2021 года Файги заявил, что «основной акцент» фильма всегда был на Ваканде, как «месте для дальнейшего изучения персонажей и различных субкультур». В том же месяце Джордан рассказал, что может вернуться в сиквеле к роли Киллмонгера, потому что всегда чувствовал, что «это возможно», исходя из его любви к персонажу и работы с Куглером. В феврале Дэниел Калуя сказал, что не уверен, будет ли он повторять свою роль В’Каби; в конечном итоге он решил не сниматься в фильме из-за несогласованности со съёмочным расписанием фильма «Нет» (2022).

### Пре-продакшн
В марте 2021 года Куглер сообщил, что всё ещё пишет сценарий, и описал работу над фильмом без Боузмана как самое трудное, что он когда-либо преодолевал в своей карьере. Он добавил, что Боузман был сердцем первого фильма, и теперь, как режиссёр, он попытается сплотить всех вокруг себя. Он мог заново использовать многое из того, что он запланировал до смерти Боузмана, параллельно вводя и используя «темы того, что люди, которые страдали так же, как я, могут такое сделать и исполнить, открыв для себя нечто совершенно новое». По словам Куглера, оригинальный сценарий рассказывал о том, как Т’Чалла привыкал к возобновившейся после Скачка жизни и «сожалел о потерянном времени… после пятилетнего отсутствия». Фримен тогда же упомянул о скорой встрече с Куглером для обсуждения проекта. В апреле Куглер написал редакционную статью, в которой заявил, что фильм всё равно будет сниматься в Джорджии, несмотря на принятый штатом спорный Закон о честности выборов 2021 года. Куглер не поддержал законопроект, но он посчитал, что заморозка кинопроизводства в штате негативно скажется на людях, которые в противном случае были бы заняты в фильме. Нионго рассказала, что продолжение будет отличаться от первого фильма, и выразила восхищение планами Куглера. Она повторила, что все, кто участвует в создании фильма, преданы наследию Боузмана, а позже рассказала, что Куглер изменил идеи для фильма, чтобы уважать наследие Боузмана, что, по её мнению, было «духовно и эмоционально правильно». Мур описал фильм как «движение вперёд при переживании трагической утраты. Все персонажи, как старые, так и новые, сталкиваются с влиянием потерь на действия в эмоциональном и неожиданном смыслах».
В то же время Нионго сказала, что фильм продолжит исследование феминистических тем из оригинала, сказав следующее: «Новый фильм продолжит воображать, что это мир, в котором всего этого не существует. Но решаемый нами вопрос не в женственности. Суть в их убеждениях, страсти, любви и дискуссиях, и всё это создаёт мощную драму. Надеюсь, мир, который мы знаем, посмотрит его и наделит себя силами», а также посчитала Ваканду «миром, к которому мы стремимся». Фильм вводит в КВМ персонажа Нэмора, но в отличие от комиксов, его родной мир — не Атлантида, а Талокан. Талокан — «щедрая», скрытная, подводная мезоамериканская цивилизация, вдохновлённая майянской культурой. При создании её образа творческий коллектив работал с майянскими историками и экспертами. Куглер отметил сходство между Талоканом и Вакандой в том, что обе страны достаточно развиты и «скрываются у всех на виду», а Мур добавил, что они «часто ввязываются в конфликты из-за своих различий. Это те государства, которые предпочтут остаться в тени и изоляции, с невероятно могущественными монархами, обладающими сильными убеждениями относительно того, каким должен быть мир». Ханна Бичлер, художник-постановщик первого фильма, вернулась к своей должности и отметила, что ей пришлось «нырнуть глубоко», чтобы изобразить Атлантиду в фильме; она визуально вдохновлялась фильмами «Челюсти» (1975) и «Близкие контакты третьей степени» (1977), а также тем, как эту страну в комиксах изображал Джек Кирби. Картер включила в костюмы талокан жад и водные элементы, а головные уборы сделала похожими на крылаток и акул. Многие костюмы необходимо было протестировать под водой для запланированных подводных съёмок.
В мае 2021 года Marvel Studios раскрыла название фильма «Чёрная пантера: Ваканда навеки» (англ. Black Panther: Wakanda Forever), которое Итан Андертон из /Film посчитал подходящей данью уважения Боузману, поскольку «Ваканда навеки» — боевой клич вакандцев. К концу мая Фримен рассказал, что прочитал сценарий, и выразил своё восхищение. В конце июня Эдгар Луна, менеджер по развитию бизнеса Управления экономического развития Вустера, штат Массачусетс, сообщил, что технический отдел крупного производства Disney, который, как было подтверждено, принадлежит фильму «Ваканда навеки», находился в городе на неделе 25 июня, чтобы разведать и осмотреть места съёмок, в том числе в штаб-квартире Департамента полиции Вустера.

### Съёмки
Производство началось на студии Trilith Studios в Атланте 29 июня 2021 года под рабочим названием «Летние каникулы». До смерти Боузмана съёмки были запланированы на март 2021 года. С началом съёмок Файги объявил, что ожидалось возвращение «буквально всех» из первого фильма. Отем Дюральд выступает в качестве оператора фильма после работы над сериалом Disney+ «Локи» (2021), заменив оператора первого фильма, Рэйчел Моррисон. Моррисон, давний оператор Куглера, должна была вернуться для работы над сиквелом, но не смогла этого сделать из-за конфликта в расписании съёмок её фильма «Как кремень», вызванного пандемией COVID-19. Куглер отмечает, что фильм был снят с использованием анаморфических линз вместо сферических, объясняя это тем, что «по-моему, фильм окружает туманность от потери, и анаморфическая технология немного искажает картинку. Иногда, когда ты проходишь через серьёзные потери, они могут пошатнуть твоё восприятие мира». Райт, Гурира, Нионго и Касумба описали нахождение на съёмочной площадке как объединение вместе при попытке пережить утрату Боузмана. Райт сказала, что она «имела большую связь с Данай», и вспомнила об их разговорах во время прогулок на съёмках в Атланте. Гурира также рассказывала о сильных эмоциях, охвативших её во время входа в декорацию тронного зала, так как тогда она вспомнила, как снималась там с Боузманом для первого фильма, и сказала, что «я помню посиделки с Райаном, когда он помог мне разобраться, что в этот раз было иным: горечь. Так что эта горечь стала частью нашей работы».
В июле Бассетт сказала, что из-за смерти Боузмана в сценарий все ещё вносят изменения, что он, по меньшей мере, пять раз переделывался. Она также указала, что сосценарист первого фильма Джо Роберт Коул внёс свой вклад в продолжение, что вскоре подтвердил Файги, в то время как Микейла Коул присоединилась к актёрскому составу в неизвестной на тот момент времени роли. В следующем месяце Исаак де Банколе должен был вернуться к своей роли старейшины речного племени Ваканды, а Доминик Торн начала сниматься в своих сценах для «Ваканды навеки» в роли Рири Уильямс / Железного сердца, прежде чем сниматься в роли этого персонажа в сериале Disney+ «Железное сердце». Съёмки в августе должны были состояться в Вустере и в Массачусетском технологическом институте (МТИ). К 18 августа производство готовилось снять автомобильную погоню в Вустере. 23 и 24 августа сцена погони была снята в туннеле Эрнеста А. Джонсона. 25 августа Райт была временно госпитализирована с незначительными травмами, полученными в результате несчастного случая во время съёмок трюка в Бостоне. В сентябре Райт отправилась домой на лечение, в то время как было продолжено снимать сцены без участия её персонажа. Дороти Стил, повторявшая свою роль лидера племени торговцев из первого фильма, умерла 15 октября во время съёмок.
В конце октября премьера фильма была перенесена на 11 ноября 2022 года. 22 октября производство было перенесено в Mary Ross Waterfront Park в Брансуике, где продолжалось с 28 октября по 2 ноября. Майкл Торрас, менеджер Брансуикской пристани для яхт, сказал, что в производстве будет задействован 300-футовый круизный корабль, и что по большей части съёмки проходят на воде. Мэттью Хилл, глава управления городского развития Брансуика, сказал, что большинство сцен снимались ночью. 5 ноября были завершены съёмки сцен, в которых не была задействована Райт, а 19 ноября производство было поставлено на паузу. Это было сделано, чтобы дать Райт время восстановиться после перелома плеча и сотрясения, которые оказались более серьёзными, чем считалось изначально, но предполагалось, что это не повлияет на дату выхода фильма. 8 ноября Центры по контролю и профилактике заболеваний США ввели новые правила, согласно которым все иностранные граждане должны были быть полностью вакцинированы от COVID-19, а перед въездом в страну им необходимо было предъявлять соответствующие документы. Издание «The Hollywood Reporter» поставило под вопрос возвращение Райт на съёмки, поскольку она не является гражданкой США и, по слухам, не была вакцинирована. В середине декабря «The Hollywood Reporter» сообщил, что съёмки продолжатся в конце января 2022 года при участии Райт; Файги, Мур и исполнительный продюсер Луис Д’Эспозито после начала хиатуса подтвердили, что персонаж Райт сыграет ключевую роль в фильме.
В середине января 2022 года Райт вернулась на съёмки, которые должны были продлиться четыре недели. Изначально съёмки должны были возобновиться 10 января, но были отложены на неделю после того, как у съёмочной группы и актёров, в том числе у Нионго, в результате теста был выявлен COVID-19. Тогда же «The Hollywood Reporter» сообщил, что Дьюк обсуждал увеличение своего гонорара из-за расширения роли его персонажа в сиквеле. В следующем месяце Нионго объявила, что Дэнни Сапани повторит свою роль лидера вакандского пограничного племени. Торн завершила съёмки своих сцен к 13 марта. Дополнительные съёмки начались 18 марта в Пуэрто-Рико, процесс был официально завершён 24 марта.

### Пост-продакшн
В июне 2022 года было подтверждено участие Уэрты, а во время San Diego Comic-Con International было подтверждено, что он исполняет роль персонажа Нэмора. Также стало известно о том, что Коул, Мэйбл Кадена и Алекс Ливиналли исполнили роли Анеки, Нэморы и Аттумы соответственно, а Флоренс Касумба повторила свою роль Айо. После появления актёров на Comic-Con прошли пересъёмки. Уэрта описал их как добавление «недостающих мелочей». В конце июля было объявлено, что в фильме также сыграл Камару Усман, а в сентябре Ричард Шифф получил неназванную роль. В октябре того же года стало известно об участии Лейк Белл; ранее она озвучивала альтернативные версии Наташи Романофф / Чёрной вдовы в мультсериале «Что, если…?». Майкл П. Шовер вернулся к должности монтажёра после первого фильма. В фильме присутствует всего одна сцена после титров, что Мур объяснил тем, что команда «считала концовку настолько поэтичной», что включение ещё одной сцены после титров могло «показаться слишком неискренним по сравнению с тем, что было сделано».

## Музыка
К сентябрю 2021 года композитор «Чёрной пантеры» Людвиг Йоранссон вернулся, чтобы написать музыку для сиквела. Лейбл Hollywood Records выпустил его саундтрек 11 ноября 2022 года.
25 июля 2022 года лейблами Hollywood Records и Marvel Music был выпущен мини-альбом саундтреков «Wakanda Forever Prologue», в который вошли кавер-версия песни Боба Марли «No Woman, No Cry», исполненная певицей Tems, которая также звучит в тизер-трейлере фильма, «A Body, A Coffin» певицы Amaarae и «Soy» рэпера Santa Fe Klan. Йоранссон спродюсировал все три песни и выступил соавтором «A Body, A Coffin» с Amaarae, Кью Стидом, KZ, Cracker Mallo и Maesu. В конце октября 2022 года было объявлено, что заглавной темой фильма станет сингл Рианны «Lift Me Up», написанный Tems, Йоранссоном, Рианной и Куглером и отдающий дань уважения Боузману. Сингл был выпущен лейблами Westbury Road, Roc Nation, Def Jam Recordings и Hollywood Records 28 октября и стал первым сольным музыкальным релизом Рианны с 2016 года. По словам Tems, она хотела написать песню, которая «заключает в тёплые объятья всех, кого я потеряла в этой жизни». «Lift Me Up» включена в саундтрек-альбом Чёрная пантера: Ваканда навеки — музыка из фильма и вдохновлённая им, который 4 ноября 2022 года выпустили Roc Nation, Def Jam Recordings и Hollywood Records.

## Маркетинг
Первые кадры из фильма были показаны в апреле 2022 года в шоуриле предстоящих фильмов Disney во время презентации студии на фестивале CinemaCon. Файги, Куглер и актёрский состав представили фильм на San Diego Comic-Con International посредством выступления африканских певцов, ударников и танцоров и показа первого тизер-трейлера 23 июля 2022 года. В нём звучит кавер-версия песни Боба Марли «No Woman, No Cry» (1974), которая позднее сменяется на «Alright» Кендрика Ламара (2015). Лея Симпсон и Джована Джелхорен из People назвали ролик «сильным», в то время как Сандра Гонзалес из CNN посчитала, что трейлер отдаёт честь игре Боузмана, и сказала, что «среди горечи, которой пропитан ролик, есть надежда, рождение новой жизни (буквально), появившаяся при появлении нового героя в костюме». В своём обзоре для IndieWire Кристиан Зилко также посчитал, что тизер отдаёт дань уважения Боузману, параллельно выразив мнение, что Marvel Studios столкнулись с «пугающим» испытанием относительно будущего Чёрной пантеры, решив не заменять Боузмана другим актёром, поскольку они считали его «одним из тех краеугольных камней, за счёт которых КВМ двигалась вперёд». Карсон Бёртон и Дж. Ким Мёрфи из Variety отметили присутствие таинственной фигуры в конце тизера и посчитали, что он сфокусирован на том, кто «примет мантию» Чёрной пантеры. За первые 24 часа с момента выхода тизер набрал 172 млн просмотров. Спустя день были показаны фигурки Funko Pop на основе фильма.
Кадры из фильма также присутствовали в шоуриле, демонстрировавшемся во время Международного Дня кино, на котором были представлены предстоящие фильмы от различных студий. Куглер, Райт, Дьюк, Бассетт и Уэрта представили фильм на D23 Expo, где были показаны эксклюзивные кадры, которые Аарон Коуч из The Hollywood Reporter назвал «захватывающим циклом». Официальный трейлер вышел 3 октября 2022 года. Журналист Variety Э. Дж. Паналиган и его коллега из Comic Book Resources Нараян Лю назвали его «захватывающим» трейлером, предоставившим более детализированный взгляд на костюм новой Чёрной пантеры, а Лю добавил, что он показывает «более напряжённый сюжет, сосредоточенный на потере, силе и героях» КВМ. Деван Когган из Entertainment Weekly сказал, что трейлер «пока что лучше всего показал будущее Ваканды», завершившись «сногсшибательным кадром с новым костюмом пантеры». Журналистка Gizmodo Линда Кодега посчитала всё в трейлере, «музыку, энергетику, [и] насыщенность», «невероятным» и заявила, что фильм «балансирует между политическими манёврами, шпионажем и частичкой дурачества, ожидаемых от фильмов Marvel».
В октябре 2022 года Marvel заключила с Target соглашение о рекламной кампании с участием Рири Уильямс. Минутный рекламный ролик, снятый Маликом Витталом, демонстрирует Уильямс, работающую над бронёй Железного сердца Mark I, находясь в окружении темнокожих девочек, играющих с конструктором Lego. В магазине Target Уильямс замечает одну из девочек, что вдохновляет её на создание источника энергии для костюма. Журналист Adweek Шэннон Миллер назвала рекламу «редким событием в мейнстримном маркетинге», когда между собой контактируют две темнокожие девочки из STEM. В ролике представлено несколько пасхальных яиц на тематику КВМ и песня Жанель Монэ и Фаррелла Уильямса «I Got the Juice». Реклама появилась в сети 16 октября, а на следующий день была показана в программе «Monday Night Football»; также были смонтированы версии длиной в 30 и 15 секунд. В сделку Marvel с Target также входят эксклюзивные товары и зоны дополненной реальности в магазинах сети. В том же октябре Sprite Zero Sugar также поучаствовал в продвижении фильма с помощью рекламных агентств Wieden+Kennedy и Momentum Worldwide. 1 ноября сеть ресторанов McDonald’s начала продажу Хэппи Милов, в которые включены игрушки в виде десяти персонажей из фильма. Выходит в эфир шестисерийный подкаст Та-Нехиси Коутса под названием «Ваканда навеки: Официальный подкаст о Чёрной пантере», в котором тот берёт интервью у актёров и съёмочной группы и обсуждает с ними процесс создания фильма. Первый выпуск вышел 3 ноября 2022 года, а остальные будут выпускаться на еженедельной основе начиная с января 2023 года. 4 ноября вышли три эпизода сериала «Marvel Studios: Легенды» о Т’Чалле, Шури и Дора Миладже с использованием кадров из предыдущих фильмов КВМ с их участием, а на телеканале ABC был показан специальный выпуск передачи «20/20» под названием «Чёрная пантера: В поисках Ваканды», в котором ведущая Робин Робертс берёт интервью у актёрского состава фильма.

## Премьера
Мировая премьера фильма состоялась 26 октября 2022 года в театре «Долби» в Голливуде. Показ также прошёл 6 ноября в Лагосе, Нигерия. Начиная с 9 ноября фильм вышел в прокат на иностранных рынках, а 11 ноября — в США. Ранее релиз был запланирован на 6 мая и 8 июля того же года. Картина вышла в прокат Франции несмотря на 17-месячный срок ожидания выхода фильмов на стриминговых сервисах после проката в кинотеатрах. Решение Disney выпустить «Ваканду навеки» в кинотеатрах получило одобрение со стороны французского правительства, когда то признало необходимость улучшения своей медийной хронологии после решения выпустить мультфильм «Странный мир» (2022) сразу на Disney+. Согласно текущей хронологии, «Ваканда навеки» станет доступна на французском Disney+ в начале 2024 года. Фильм стал последним в Четвёртой фазе КВМ.
The Hollywood Reporter сообщил, что фильм может не выйти в прокат в Китае, предположительно из-за демонстрации однополых отношений между Айо и Анекой. Для показа картины в Кувейте эта сцена была удалена, а также было внесено ещё несколько изменений.

## Реакция

### Кассовые сборы
По состоянию на 13 ноября 2022 года «Чёрная пантера: Ваканда навеки» собрал $180 млн в США и Канаде и $150 млн на территории других стран, в общей сложности собрав $330 млн по всему миру.
Согласно прогнозам The Hollywood Reporter, в свой дебютный уик-энд «Чёрная пантера: Ваканда навеки» должен был собрать в прокате Северной Америки $175 млн. Портал Boxoffice Pro предполагал, что сборы в Северной Америке в первый уик-энд составят $180–210 млн, а в общей сложности сборы в США составят $445–555 млн.

### Отзывы критиков
На сайте Rotten Tomatoes фильм имеет рейтинг 85 % со средней оценкой 7,4 из 10 на основе 226 рецензий. Консенсус сайта гласит: «Горькой данью уважения, которая с удовольствием двигает франшизу вперёд, „Чёрная пантера: Ваканда навеки“ знаменует амбициозный и эмоционально плодотворный триумф КВМ». Портал Metacritic присвоил фильму 67 баллов из 100 на основе 57 отзывов в соответствии со статусом «в целом положительные отзывы».

## Будущее

### Возможное продолжение
В ноябре 2022 года стало известно, что Куглер и Файги обсуждали идею третьего фильма о Чёрной пантере. В ноябре 2024 года Куглер обсуждал с Дензелом Вашингтоном возможность его участия в третьем фильме.

### «Железное сердце»
В ноябре 2022 года Мур заявил, что сериал Disney+ «Железное сердце», в котором Торн повторит роль Рири Уильямс / Железного сердца, станет прямым продолжением «Ваканды навеки».

## Комментарии
1. ↑  Как показано в фильме «Чёрная пантера» (2018).
2. ↑  События фильма «Мстители: Война бесконечности» (2018).